# Dariusz Lis
Dariusz Lis (ur. 29 października 1962 w Braniewie) – nauczyciel języka polskiego, poeta i prozaik.

## Życiorys
Urodził się w Braniewie. Uczęszczał do szkoły podstawowej w rodzinnym mieście, następnie do Zespołu Szkół Rolniczych w Pienięźnie. Po uzyskaniu świadectwa dojrzałości studiował polonistykę na Wydziale Humanistycznym w Wyższej Szkole Pedagogicznej w Olsztynie. Podczas studiów debiutował utworami publikowanymi w Almanachu WSP „W drodze na Parnas”. W 1987 wydał zbiór wierszy zatytułowany „We wsi R”. Po ukończeniu studiów przez 7 lat, od 1988 do 1995 roku, pracował jako nauczyciel języka polskiego w małej szkole na wsi niedaleko Jezioran. Jego kolejne książki to „Obiema dłońmi niosę do ust” (1990), „Zwierzęta z domu pod kasztanowcem” (książka dla dzieci, 1993). W 1997 roku opublikował tom liryków „Przegląd rzeczy używanych”, w 1999 roku pierwszy tom książki dla dzieci „Przyjaciele i wrogowie”, w 2000 drugi jej tom. W 2003 wydał zbiór opowiadań „W pajęczynie granic”, przeznaczony dla starszych czytelników, w 2010 powieść „No i mam za swoje”, w 2015 wspomnienia z czasów studenckich „D.S.2, czyli życie w komunie”. Jego ostatnia powieść to „Wystarczy chcieć”, wydana w 2021 roku.
Jest laureatem licznych konkursów poetyckich i prozatorskich regionalnych i ogólnopolskich, został też wyróżniony Odznaką Honorową za Zasługi dla Województwa Warmińsko-Mazurskiego.
Od wielu lat mieszka i pracuje jako polonista w Braniewie. W latach 90. był dziennikarzem „Dziennika Bałtyckiego” oraz publikował w lokalnej prasie. Od 2021 jest dyrektorem Zespołu Szkół Budowlanych w Braniewie.